# Cucullia tecca
Cucullia tecca är en fjärilsart som beskrevs av Rudolf Püngeler 1906. Cucullia tecca ingår i släktet Cucullia och familjen nattflyn. Inga underarter finns listade i Catalogue of Life.